# Гренгаген, Густав Борисович
Густав Борисович Гренгаген (Кнут Густав Фердинанд Грёнхаген; фин. Knut Gustaf Ferdinand Grönhagen; швед. Knut Gustaf Ferdinand Grönhagen; 10 мая 1823, Тавасткиро — 26 декабря 1908, Рига) — российский финляндский военачальник, генерал от инфантерии в отставке (1892).

## Биография
Родился в 1823 году в Тавасткиро (ныне Хямеэнкюрё, Финляндия). Выходец из финских шведов, лютеранин по вероисповеданию, сын офицера. 
Поступил в 1840 году на воинскую службу нижним чином, в 1842 году произведён в подпоручики. Служил по большей части в стрелковых полках. Штабс-капитан (1850), капитан (1853). В 1857 году в чине майора стал командиром 3-го стрелкового полка. Находясь в этой должности, был произведён в подполковники (1859). Во главе полка принимал участие в подавлении Польского восстания, за отличие произведён в полковники (1864). 
В 1866 году Гренгаген был назначен командиром 99-го Ивангородского пехотного полка. В дальнейшем в чине генерал-майора (1875) командовал пехотной бригадой, дислоцированной в городе Могилёв. В 1885 году был повышен до генерал-лейтенанта.
В 1892 году вышел в отставку с производством в чин генерала от инфантерии. 
Был женат с 1855 года на Наталье Ивановне Дворжицкой (1835—1914).
Скончался в ночь с 26 на 27 декабря 1908 года в Риге, где и похоронен на Яковлевском кладбище.

## Награды
- Орден Св. Станислава 2-й ст. (1862)
- Орден Св. Анны 2-й ст. (1867, императорская корона к ордену в 1870)
- Орден Св. Владимира 4-й ст. с бантом за 25 лет беспорочной службы (1868)
- Орден Св. Владимира 3-й ст. (1872)
- Орден Св. Станислава 1-й ст. (1878)
- Орден Св. Анны 1-й ст. (1881)
- Орден Св. Владимира 2-й ст. (1883)
- Орден Белого орла (1888)
- Знак отличия беспорочной службы за XL лет (22 августа 1885)